# Salah Bouchekriou
Salah Bouchekriou (arabisk: صالح بوشكريو, født 1962) er en algerisk håndboldspiller og træner.
Han spillede for det algeriske landshold, og deltog under Sommer-OL 1988, hvor algeriet kom på en tiendeplads.
Han er i øjeblikket cheftræner for det algeriske håndboldlandshold.